# Gare de Saint-Martin-d'Étampes
Pour les articles homonymes, voir Gare de Saint-Martin.
Ne doit pas être confondu avec Gare d'Étampes.
La gare de Saint-Martin-d'Étampes est une gare ferroviaire française de la commune d'Étampes dans le département de l'Essonne.

## Situation ferroviaire
Établie à 81 mètres d'altitude, la gare est située au point kilométrique (PK) 57,522 de la ligne d'Étampes à Beaune-la-Rolande entre la gare ouverte d'Étampes et la gare fermée de Boissy-la-Rivière. Il s'agit de la dernière gare encore en service sur cette ligne qui est exploitée jusqu'à la pancarte « arrêt » située au PK 57,919. Entre cette gare et cette pancarte, ce sas sert au retournement de certains trains du RER C aux heures de pointe. Au-delà, la ligne est fermée et non utilisable.

## Histoire
Elle a été inaugurée le 19 février 1905 lors de l'ouverture de la ligne par un train inaugural parti de la gare d'Étampes vers 14 heures et arrivé à Pithiviers à 15 h 30.
La ligne Étampes - Pithiviers a été fermée en 1969. La gare de Saint-Martin d'Étampes a été convertie en terminus des trains de banlieue le 26 septembre 1979 afin d'éviter que ceux-ci n'aient à effectuer, en gare d'Étampes, un cisaillement de la ligne Paris - Orléans, préjudiciable au trafic.
Il n'a été nécessaire que d'électrifier un court tronçon de la ligne à voie unique Étampes - Pithiviers et d'aménager une simple halte dans le quartier Saint-Martin.

## Fréquentation
De 2015 à 2020, selon les estimations de la SNCF, la fréquentation annuelle de la gare s'élève aux nombres indiqués dans le tableau ci-dessous.
| Année     | 2015    | 2016    | 2017    | 2018    | 2019    | 2020    |
| --------- | ------- | ------- | ------- | ------- | ------- | ------- |
| Voyageurs | 615 262 | 618 353 | 618 898 | 606 163 | 597 764 | 326 933 |

## Service des voyageurs

### Desserte
Saint-Martin-d'Étampes est le terminus C6, le plus au sud de la ligne C du réseau express régional d'Île-de-France.

### Intermodalité
La gare est desservie par les lignes 4403, 4405(terminus), 4406, 4407 et 4410 du réseau de bus Essonne Sud Ouest.